# Tre donne (film 1924)
Tre donne (Three Women) è un film muto del 1924 diretto da Ernst Lubitsch con James Flood come aiuto regista e interpretato da May McAvoy, Pauline Frederick e Marie Prevost. Il film, ispirato dal romanzo Lillis Ehe di Iolanthe Marès, fu prodotto e distribuito dalla Warner Bros. Pictures. Uscì nelle sale il 19 ottobre 1924.

## Trama
California. Mabel Wilton è una ricca e affascinante vedova non più giovanissima: sente passare il tempo e si rende conto che i suoi amori effimeri portano a niente. Così prende la decisione di rendere stabile il suo legame con Edmund Lamont, uno dei suoi spasimanti.
Costui, però, è più interessato al suo patrimonio. Quando arriva Jeanne, la figlia di Mabel, Lamont si mette a corteggiarla. La ragazza, pensando che il rapporto che intercorre tra lui e la madre sia solo un rapporto di affari, accetta volentieri le sue attenzioni, tanto da recarsi nel suo appartamento.
Mabel li scopre e Lamont la informa cinicamente di aver compromesso sua figlia, offrendosi di sposarla per riparare. La donna è costretta ad accettare, gettando nello sconforto Fred Armstrong, uno studente in medicina innamorato di Jeanne.
I due si sposano, ma il matrimonio ha vita breve.
Lamont tradisce presto la moglie con una mantenuta, Harriet: per lei, una notte si trova coinvolto in una rissa e viene soccorso proprio dallo stesso Fred.
Il giovane nasconde a Jeanne i dettagli dell'accaduto, ma la giovane scopre comunque la posizione di Harriet. Si reca dalla donna per avere un chiarimento con lei e questa le rivela la vera natura del rapporto tra Lamont e sua madre.
Mabel, nel frattempo, litiga furibondamente con l'amante e lo uccide.
Al processo, confessa l'omicidio, pentendosi della propria condotta. Alla fine, viene assolta.
Jeanne e Fred finalmente possono ricominciare una vita insieme.

## Produzione
Prodotto dalla Warner, con un budget stimato di 329.000 dollari.

## Distribuzione
Il film fu distribuito dalla Warner Bros., presentato in prima a New York il 5 ottobre 1924. Uscì nelle sale statunitensi il 19 ottobre. Incassò (in totale, nel mondo) 438.000 dollari.

### Date di uscita
IMDb
- USA	5 ottobre 1924	 (première)
- USA	19 ottobre 1924
- Austria	1925
- Germania	3 settembre 1925
- Finlandia	12 aprile 1926
- Portogallo	28 aprile 1926

Alias
- Three Women	USA (titolo originale)
- Die Frau, die Freundin und die Dirne  	Austria
- Die drei Frauen	Austria
- Drei Frauen	Germania
- Mujer... guarda tu corazón	  Spagna
- Mulher, Guarda o Teu Coração	Portogallo
- Tre donne 	Italia
- Tres mujeres    	Spagna